# Терешонок, Владимир Валентинович
Владимир Валентинович Терешонок (род. 9 декабря 1956, Дружковка, Сталинская область) — советский и казахстанский футболист.
Начал играть во второй лиге за «Угольщик»/«Экибастузец» Экибастуз (1980—1981) и «Авангард» Петропавловск (1882). После двухлетнего перерыва в 1985 году выступал в первенстве КФК за «Искру» Рыбница. Играл в низших лигах в составе клубов «Экибастузец» (1986), «Жетысу» Талды-Курган (1987),1 «Энергетик»/«Кустанаец» Кустанай (1988—1991). В чемпионате Казахстана играл за «Химик» Кустанай (1992—1993), «Горняк» Хромтау (1993—1994).
В 1994 году — тренер «Горняка», затем — тренер в ДЮСШ-2 Кропивницкий (Украина).